# Return to Halloweentown

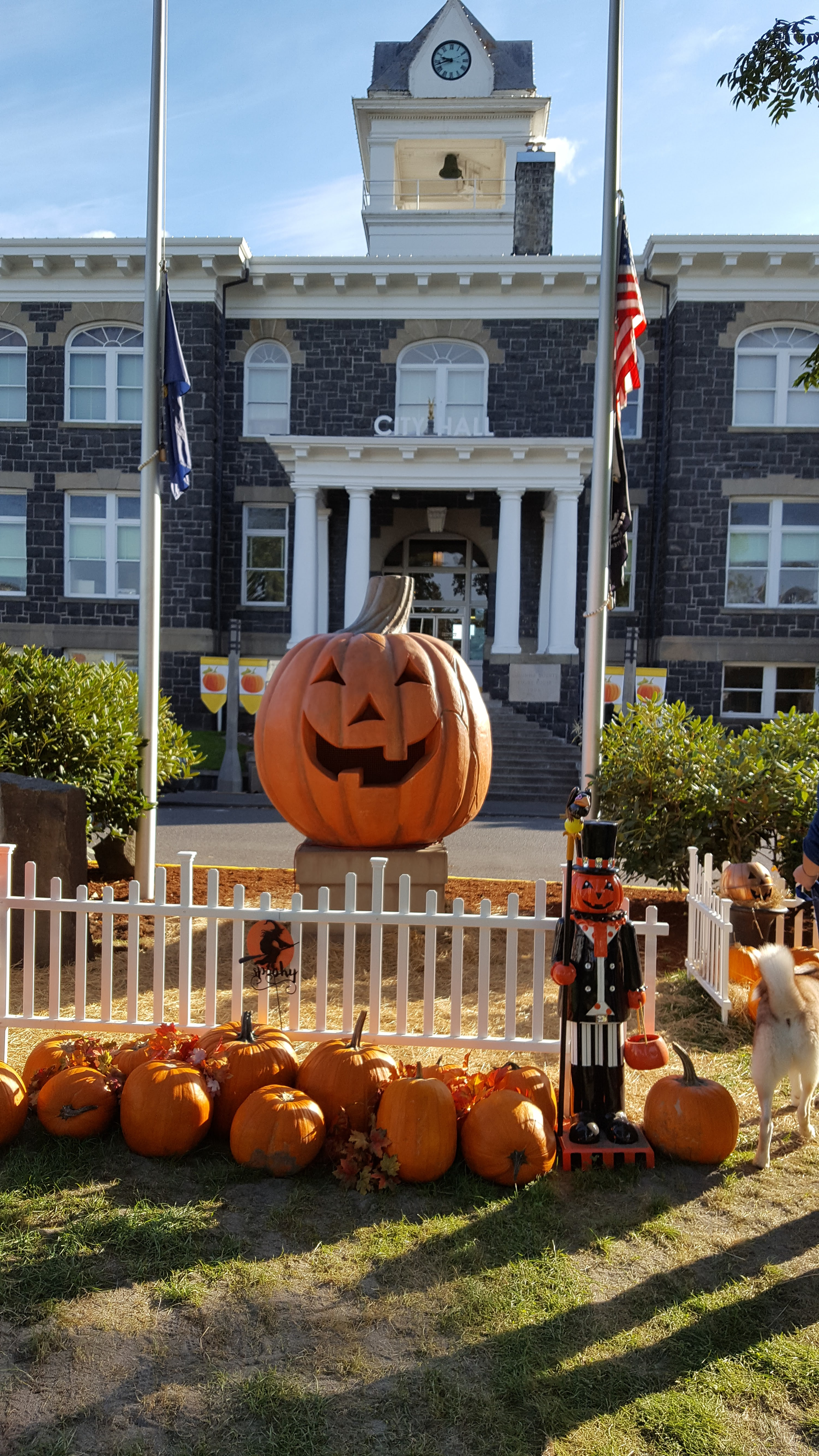
Calabaza de Halloweentown frente al Ayuntamiento

Return to Halloweentown (titulada Regreso a Halloweentown en España e Hispanoamérica) es una película original de Disney Channel de 2006. Dirigida por David Jackson y protagonizada por Sara Paxton, Joey Zimmerman y Lucas Grabeel. Se estrenó el 20 de octubre de 2006 en Estados Unidos y el 11 de octubre de 2009 en Latinoamérica. 
Es la secuela de la película de 2004 Halloweentown High y la cuarta y última película de la serie Halloweentown. 
En esta película Kimberly J. Brown no fue llamada para retomar el papel de Marnie Piper,por lo cual Sara Paxton tomó su lugar. Además Emily Roeske no repitió su papel como Sophie Piper.

## Sinopsis
Marnie Piper se dispone para su primer año de universidad, pero ¿En qué universidad cursará sus estudios? esto es lo que Gwen no sabe, Marnie ha solicitado una beca a la Universidad de Brujas de Halloweentown y ésta le ha sido concedida. Cuando Gwen se entera de ello, a pesar de no estar de acuerdo con su hija, no le queda más remedio que aceptar que Marnie vaya a la universidad, eso si sin dejar de proporcionarle medios mágicos a para mantener el contacto. Pero a Gwen se le hará aún más difícil esta situación, ya que Dylan deberá irse con Marnie, y Sophie se encuentra iniciándose como bruja con su abuela.
De nuevo en Halloweentown después de unos años, Marnie y Dylan se dirigen al viejo castillo de las Cronwell, ahora convertido en universidad. Allí Marnie descubrirá que no todo será tan bueno como parecía en un principio pues en la universidad está prohibido el uso de la magia, ya que ante la decisión de muchos alumnos de irse a estudiar al mundo mortal tras la apertura del portal, la universidad tuvo que abrirse por primera vez en su historia para otras criaturas además de brujos y brujas. Sin embargo, a pesar de la prohibición sobre la magia, las hermanas Siniestro, unas jóvenes brujas muy desagradables y perversas, no obedecen y usan magia. Aprovechándose del enamoramiento por parte de Dylan de una de ellas, lo hechizan para ponerlo a su servicio. Además, allí se encuentran a Ethan Dalloway, viejo amigo de Marnie y Dylan e hijo del causante de la antigua guerra, que empieza a sentir algo más que amistad por Marnie, pero Marnie no le da apenas oportunidades.
Mientras tanto una conspiración se trama en las paredes de la universidad, Marnie Piper responde a una profecía donde se relataba que ella estaba destinada a encontrar un poder oculto que su familia enterró hace siglos, por su peligrosidad. Marnie debe viajar al pasado y descubrir como abrir la mágica caja que contiene el secreto de su familia. Allí descubrirá que Halloweentown aún no existe, que la vida de la sociedad de la época se da en un castillo, perteneciente a las Cromwell y que una de ellas es su reina, Splendora Agatha Cromwell, abuela de Marnie. Juntas acuerdan que Marnie se quedará con el amuleto para destruirlo pero sin embargo esto no le será posible ya que la rectora de la universidad la roba y chantajea a Marnie bajo amenaza de transformar a su hermano en perro para siempre si no accediese a conjurar los poderes del talismán y pasar el poder a "El Dominio" una malvada organización a la que también pertenecía el padre de Ethan, finalmente Gwen se traslada a Halloweentown y allí uniendo el poder de la familia destruyen el malvado amuleto y una profesora de Marnie que resulta ser una agente secreta, encierra a los miembros de "El Dominio" en un espejo mágico.
Finalmente descubrimos que el amuleto no ha sido destruido sino que Marnie se lo ha dado a Dylan y que Marnie y Ethan se dan una oportunidad

## Reparto
- Sara Paxton como Marnie Piper/Joven Splendora Agatha "Aggie" Cromwell (no acreditada).
- Debbie Reynolds como Splendora Agatha "Aggie" Cromwell (participación especial).
- Joey Zimmerman como Dylan Piper.
- Lucas Grabeel como Ethan Dalloway.
- Judith Hoag como Gwen Piper.
- Kristy Wu como Scarlett Sinister.
- Katie Cockrell como Sage Sinister.
- Kellie Cockrell como Sapphire Sinister.
- Keone Young como Silas Sinister.
- Leslie Wing como Rectora Goodwin.
- Millicent Martin como Profesora Precilla Persimmon Periwinkle.
- Scott Stevenson como Doctor Grogg.
- Christopher Robin Miller como Burp-Urp-Snurt-Pfsfsfsfst III.
- Summer Bishil como Aneesa.
- Rino Romano como Benny.